# Slaget om Nord-Norge
Slaget om Nord-Norge (in lingua italiana: Battaglia della Norvegia settentrionale) è il nome dato comunemente all'incontro di calcio tra Tromsø e Bodø/Glimt, due squadre rivali che rappresentano le due città più grandi della regione del Nord-Norge.
Il primo incontro tra i due club si disputò a Narvik il 29 agosto 1939, con il Bodø/Glimt che si impose per 3-0 nella semifinale di quell'anno del Nord-Norgesmesterskap, trofeo riservato alle squadre della Norvegia settentrionale. 
Nel 1949, le due squadre si affrontarono nella stessa competizione ma in finale, con vittoria del Tromsø per 3-1. Tre anni dopo, nel 1952, ci fu un'ulteriore finale tra le due squadre, e questa volta il trofeo andò al Bodø/Glimt dopo un match terminato 2-1.
Il 1993 fu l'anno in cui il Tromsø e il Bodø/Glimt si ritrovarono per la prima volta opposte nella massima serie norvegese.
Nel 1996, invece, le due squadre riuscirono ad arrivare entrambe alla finale della Coppa di Norvegia di quell'anno, disputata all'Ullevaal Stadion di Oslo davanti a 22.683 spettatori: la vittoria in rimonta per 2-1 permise al Tromsø di alzare la coppa.